# Juan Toya
Juan Marcelo Toya Prado (Montevideo, 18 de noviembre de 1982) es un exfutbolista uruguayo. Juega de delantero y actualmente no tiene equipo.

## Clubes
| Club                 | País      | Año       |
| -------------------- | --------- | --------- |
| Cerro                | Uruguay   | 2003      |
| Nacional             | Uruguay   | 2003      |
| Liverpool            | Uruguay   | 2004      |
| Uruguay Montevideo   | Uruguay   | 2005      |
| Real España          | Honduras  | 2006      |
| Tacuarembó           | Uruguay   | 2006      |
| Juventud Las Piedras | Uruguay   | 2007      |
| Uruguay Montevideo   | Uruguay   | 2007-2008 |
| El Tanque Sisley     | Uruguay   | 2008      |
| Juan Aurich          | Perú      | 2008      |
| El Tanque Sisley     | Uruguay   | 2009      |
| Sportivo Belgrano    | Argentina | 2009-2010 |
| Colegiales           | Argentina | 2010-2011 |
| Sarmiento de Leones  | Argentina | 2011      |
| Uruguay Montevideo   | Uruguay   | 2012      |